# Movember
Movember (en sammentrækning af ordene moustache og november) er en årlig, måned-lang event, der involverer at gro et moustache i november måned. The Movember Movement kører Movember charity event, på Movember.com. Målet med Movember er at "Change the face of men's health" (ændre udseendet på mænds helbred).
Siden 2004 har Movember Fundation charity har kørt Movember-events for at gøre opmærksom på og rejse penge til bekæmpelse af mænds helbredsproblemer, såsom prostatakræft og depression i Australien og New Zealand. I 2007 blev events startet i Irland, Canada, Tjekkiet, Danmark, Spanien, Storbritannien, USA, Israel, Taiwan og Sydafrika.

## Regler
Reglerne for deltagelse der er givet på Movember-siden er følgende:
1. Når du først er registret på movember.com skal hver mo bro begynde den 1. movember med et rent og nybarberet ansigt.
2. I hele movember-måneden skal hver mo bro gro og pleje en moustache.
3. Det er ikke tilladt at lade ens mo gro sammen med ens bakkenbarter. (Det anses som værende et skæg.)
4. Det er ikke tilladt at lade ens cykelstyr gro ned på hagen. (Det anses som værende et gedeskæg.)
5. Enhver mo bro skal opføre sig som en sand gentleman.[6]